# 500-talet f.Kr.
Denna artikel handlar om seklet 500-talet f.Kr., åren 599-500 f.Kr. För decenniet 500-talet f.Kr., åren 509-500 f.Kr., se 500-talet f.Kr. (decennium).

## Händelser
- Det persiska riket uppstår.

## Födda
- 595 f.Kr. – Krösus, kung av Lydien.
- 580 f.Kr. – Pythagoras, grekisk filosof och matematiker.
- 563 f.Kr. – Buddha, buddhismens grundare.
- 551 f.Kr. – Konfucius, konfucianismens grundare.

## Avlidna
- 547 f.Kr. – Krösus, kung av Lydien.